# Copenhagen Masters 2010
Das Copenhagen Masters 2010 im Badminton war die 18. Auflage dieser Turnierserie. Es fand vom 27. bis zum 29. Dezember 2009 in Kopenhagen statt. Das Preisgeld betrug 310.000 Dänische Kronen.

## Finalergebnisse
| Disziplin    | Sieger                                      | Finalist                                | Ergebnis          |
| ------------ | ------------------------------------------- | --------------------------------------- | ----------------- |
| Herreneinzel | Peter Gade                                  | Boonsak Ponsana                         | 21:11 21:12       |
| Dameneinzel  | Salakjit Ponsana                            | Tine Baun                               | kampflos          |
| Herrendoppel | Mads Conrad-Petersen Jonas Rasmussen        | Mathias Boe Carsten Mogensen            | 21:16 14:21 25:23 |
| Mixed        | Joachim Fischer Nielsen Christinna Pedersen | Mikkel Delbo Larsen Kamilla Rytter Juhl | 21:18 18:21 21:15 |